# Bratova
Bratova románul: Bratova, falu Romániában, a Bánságban, Krassó-Szörény megyében.

## Fekvése
Tornó (Târnova) mellett fekvő település.

## Története
Bratova korábban Tornó (Târnova) része volt. 1956-ban vált külön településsé 281 lakossal.
1966-ban 196, 1977-ben 65, az 1992-es népszámláláskor pedig 11 román lakosa volt.